# Mandrosoa
Mandrosoa é uma comuna de Madagascar, pertencente ao distrito de Andramasina, na região de Analamanga. Sua população, segundo o censo de 2001, era de 10 377 habitantes.